# Stafflitavla
Stafflitavla kallas en tavla av medelstort format målad på staffli. Några exempel på målningar som inte är stafflitavlor: väggmålningar, monumentalmålningar, miniatyrmålningar, målningar på möbler.